# Burgos-Burpellet-BH
Burgos-Burpellet-BH (Kod UCI: BBH) – hiszpańska grupa kolarska należąca do dywizji UCI Professional Continental Teams.
Grupa została założona w 2006 pod nazwą Viña Magna-Cropu, dołączając do dywizji UCI Continental Teams. Od sezonu 2018 występuje w dywizji UCI Professional Continental Teams.

## Nazwa grupy w poszczególnych latach
| lata      | nazwa                             |
| --------- | --------------------------------- |
| 2006–2007 | Viña Magna-Cropu                  |
| 2008      | Burgos Monumental                 |
| 2009      | Burgos Monumental-Castilla y León |
| 2010–2011 | Burgos 2016-Castilla y León       |
| 2012–2013 | Burgos BH-Castilla y León         |
| 2014–2024 | Burgos-BH                         |
| od 2025   | Burgos-Burpellet-BH               |

## Sezony

### 2025

#### Skład
| Skład drużyny 2025       | Skład drużyny 2025   | Skład drużyny 2025 | Skład drużyny 2025                             |
| Imię i nazwisko          | Data urodzenia       | Państwo            | Poprzednia grupa                               |
| ------------------------ | -------------------- | ------------------ | ---------------------------------------------- |
| Clément Alleno           | 8 października 2000  | Francja            | Dinan Sport Cycling (2022)                     |
| Rodrigo Álvarez          | 24 sierpnia 1999     | Hiszpania          |                                                |
| Antonio Angulo           | 18 sierpnia 1992     | Hiszpania          | Euskaltel-Euskadi (2022)                       |
| Mario Aparicio           | 23 kwietnia 2000     | Hiszpania          | Gomur-Cantabria Infinita (2020)                |
| Jeorjos Buglas           | 17 listopada 1990    | Grecja             | Matrix Powertag (2023)                         |
| Josh Burnett             | 26 października 2000 | Nowa Zelandia      | MitoQ-NZ Cycling Project (2024)                |
| Daniel Cavia             | 2 czerwca 2002       | Hiszpania          | Club Ciclista Padronés (2024)                  |
| Sergio Geovani Chumil    | 8 października 2000  | Gwatemala          |                                                |
| Hugo de la Calle         | 12 lipca 2004        | Hiszpania          |                                                |
| David Delgado Higueruelo | 13 lipca 2000        | Hiszpania          | Club Ciclista Padronés (2023)                  |
| José Manuel Díaz         | 18 stycznia 1995     | Hiszpania          | Gazprom-RusVelo (2022)                         |
| Eric Fagundez            | 19 sierpnia 1998     | Urugwaj            | Club Ciclista Centro Uruguay de Vergara (2019) |
| José Luis Faura          | 15 września 2000     | Hiszpania          | Club Ciclista Padronés (2024)                  |
| Sinuhé Fernández         | 15 czerwca 2000      | Hiszpania          | Club Ciclista Padronés (2023)                  |
| Ángel Fuentes            | 5 listopada 1996     | Hiszpania          |                                                |
| Carlos García Pierna     | 23 lipca 1999        | Hiszpania          | Equipo Kern Pharma (2024)                      |
| George Jackson           | 20 lutego 2000       | Nowa Zelandia      | Bolton Equities Black Spoke Pro Cycling (2023) |
| Vojtěch Kmínek           | 11 września 2000     | Czechy             | Club Ciclista Padronés (2024)                  |
| Tomoya Koyama            | 18 lipca 1998        | Japonia            | Vini Monzon-Savini Due-OMZ (2024)              |
| Merhawi Kudus            | 23 stycznia 1994     | Erytrea            | Terengganu Cycling Team (2024)                 |
| David Martín             | 19 lutego 1999       | Hiszpania          | Team Polti Kometa (2024)                       |
| Ander Okamika            | 2 kwietnia 1993      | Hiszpania          |                                                |
| Jambaljamts Sainbayar    | 4 września 1996      | Mongolia           | Terengganu Polygon Cycling Team (2023)         |
|                          |                      |                    |                                                |
| Źródło: ProCyclingStats  |                      |                    |                                                |

#### Zwycięstwa
| Zwycięstwa | Zwycięstwa               | Zwycięstwa                   | Zwycięstwa | Zwycięstwa     | Zwycięstwa |
| Data       | Wyścig                   | Państwo                      | Kategoria  | Zwycięzca      |            |
| ---------- | ------------------------ | ---------------------------- | ---------- | -------------- | ---------- |
| 24 sty     | Tour of Sharjah, 1. etap | Zjednoczone Emiraty Arabskie | 2.2        | Mario Aparicio |            |

### 2024

#### Skład
| Skład drużyny 2024                             | Skład drużyny 2024  | Skład drużyny 2024 | Skład drużyny 2024                             |
| Imię i nazwisko                                | Data urodzenia      | Państwo            | Poprzednia grupa                               |
| ---------------------------------------------- | ------------------- | ------------------ | ---------------------------------------------- |
| Clément Alleno                                 | 8 października 2000 | Francja            | Dinan Sport Cycling (2022)                     |
| Antonio Angulo                                 | 18 sierpnia 1992    | Hiszpania          | Euskaltel-Euskadi (2022)                       |
| Mario Aparicio                                 | 23 kwietnia 2000    | Hiszpania          | Gomur-Cantabria Infinita (2020)                |
| Jetse Bol                                      | 8 września 1989     | Holandia           | Manzana Postobón (2018)                        |
| Jeorjos Buglas                                 | 17 listopada 1990   | Grecja             | Matrix Powertag (2023)                         |
| Sergio Geovani Chumil                          | 8 października 2000 | Gwatemala          |                                                |
| David Delgado Higueruelo                       | 13 lipca 2000       | Hiszpania          | Club Ciclista Padronés (2023)                  |
| José Manuel Díaz                               | 18 stycznia 1995    | Hiszpania          | Gazprom-RusVelo (2022)                         |
| Jesús Ezquerra                                 | 30 listopada 1990   | Hiszpania          | Sporting-Tavira (2017)                         |
| Eric Fagundez                                  | 19 sierpnia 1998    | Urugwaj            | Club Ciclista Centro Uruguay de Vergara (2019) |
| Sinuhé Fernández                               | 15 czerwca 2000     | Hiszpania          | Club Ciclista Padronés (2023)                  |
| Alejandro Franco                               | 26 września 2001    | Hiszpania          | Gomur-Cantabria Infinita (2022)                |
| Ángel Fuentes                                  | 5 listopada 1996    | Hiszpania          |                                                |
| Aaron Gate                                     | 26 listopada 1990   | Nowa Zelandia      | Bolton Equities Black Spoke Pro Cycling (2023) |
| George Jackson                                 | 20 lutego 2000      | Nowa Zelandia      | Bolton Equities Black Spoke Pro Cycling (2023) |
| Victor Langellotti                             | 7 czerwca 1995      | Monako             | UC Monaco (2017)                               |
| Sebastián Mora                                 | 19 lutego 1988      | Hiszpania          | Manuela Fundación (2023)                       |
| Ander Okamika                                  | 2 kwietnia 1993     | Hiszpania          |                                                |
| Óscar Pelegrí                                  | 30 maja 1994        | Hiszpania          | Electro Hiper Europa (2021)                    |
| Jambaljamts Sainbayar                          | 4 września 1996     | Mongolia           | Terengganu Polygon Cycling Team (2023)         |
| Rodrigo Álvarez                                | 24 sierpnia 1999    | Hiszpania          |                                                |
| Karel Vacek (9 lut–31 gru)                     | 9 września 2000     | Czechy             | Team Corratec-Selle Italia (2023)              |
| Marc Cabedo Hernández (1 sie–31 gru, stażysta) | 28 stycznia 2002    | Hiszpania          |                                                |
| Francesc Bennassar (1 sie–31 gru, stażysta)    | 8 lipca 2002        | Hiszpania          |                                                |
|                                                |                     |                    |                                                |
| Źródło: ProCyclingStats                        |                     |                    |                                                |

#### Zwycięstwa
| Zwycięstwa       | Zwycięstwa                                             | Zwycięstwa                   | Zwycięstwa | Zwycięstwa            | Zwycięstwa |
| Data             | Wyścig                                                 | Państwo                      | Kategoria  | Zwycięzca             |            |
| ---------------- | ------------------------------------------------------ | ---------------------------- | ---------- | --------------------- | ---------- |
| 30 sty           | Tour of Sharjah, 4. etap                               | Zjednoczone Emiraty Arabskie | 2.2        | Mario Aparicio        |            |
| 10 lut           | Mistrzostwa Nowej Zelandii – start wspólny             | Nowa Zelandia                | CN         | Aaron Gate            |            |
| 13 kwi           | Oceania Road Cycling Championships - Men ITT           | Australia                    | CC         | Aaron Gate            |            |
| 23 cze           | Guatemala National Road Cycling Championships - Men RR | Gwatemala                    | CN         | Sergio Geovani Chumil |            |
| 23 cze           | Mongolia National Road Cycling Championships - Men ITT | Mongolia                     | CN         | Jambaljamts Sainbayar |            |
| 8 lip            | Tour of Qinghai Lake, 2. etap                          | Chiny                        | 2.Pro      | Eric Fagundez         |            |
| 10 lip           | Tour of Qinghai Lake, 4. etap                          | Chiny                        | 2.Pro      | Mario Aparicio        |            |
| 14 lip           | Tour of Qinghai Lake, 8. etap                          | Chiny                        | 2.Pro      | Eric Fagundez         |            |
| 27 lip           | Volta a Portugal, 3. etap                              | Portugalia                   | 2.1        | Sergio Geovani Chumil |            |
| 29 sie           | Tour of Hainan, 3. etap                                | Chiny                        | 2.1        | Aaron Gate            |            |
| 30 sie           | Tour of Hainan, 4. etap                                | Chiny                        | 2.1        | Aaron Gate            |            |
| 31 sierpnia 2024 | Tour of Hainan, klasyfikacja generalna                 | Chiny                        | 2.1        | Aaron Gate            |            |

### 2023

#### Skład
| Skład drużyny 2023                                | Skład drużyny 2023 | Skład drużyny 2023 | Skład drużyny 2023                             |
| Imię i nazwisko                                   | Data urodzenia     | Państwo            | Poprzednia grupa                               |
| ------------------------------------------------- | ------------------ | ------------------ | ---------------------------------------------- |
| Andrés Camilo Ardila (1 sty–23 sie)               | 2 czerwca 1999     | Kolumbia           | UAE Team Emirates (2022)                       |
| Mario Aparicio                                    | 23 kwietnia 2000   | Hiszpania          | Gomur-Cantabria Infinita (2020)                |
| Cyril Barthe                                      | 14 lutego 1996     | Francja            | B&B Hotels-KTM (2022)                          |
| Jetse Bol                                         | 8 września 1989    | Holandia           | Manzana Postobón (2018)                        |
| José Manuel Díaz                                  | 18 stycznia 1995   | Hiszpania          | Gazprom-RusVelo (2022)                         |
| Jesús Ezquerra                                    | 30 listopada 1990  | Hiszpania          | Sporting-Tavira (2017)                         |
| Eric Fagundez                                     | 19 sierpnia 1998   | Urugwaj            | Club Ciclista Centro Uruguay de Vergara (2019) |
| Miguel Ángel Fernández                            | 21 marca 1997      | Hiszpania          | Global 6 Cycling (2022)                        |
| Victor Langellotti                                | 7 czerwca 1995     | Monako             | UC Monaco (2017)                               |
| Ángel Madrazo                                     | 30 lipca 1988      | Hiszpania          | Delko-Marseille Provence-KTM (2018)            |
| Daniel Navarro                                    | 18 lipca 1983      | Hiszpania          | Israel Start-Up Nation (2020)                  |
| Ander Okamika                                     | 2 kwietnia 1993    | Hiszpania          |                                                |
| Felipe Orts                                       | 1 kwietnia 1995    | Hiszpania          |                                                |
| Óscar Pelegrí                                     | 30 maja 1994       | Hiszpania          | Electro Hiper Europa (2021)                    |
| Manuel Peñalver                                   | 10 grudnia 1998    | Hiszpania          | Trevigiani-Phonix-Hemus 1896 (2018)            |
| Pelayo Sánchez                                    | 27 marca 2000      | Hiszpania          | Gomur-Cantabria Infinita (2020)                |
| David Delgado Higueruelo (1 sie–31 gru, stażysta) | 13 lipca 2000      | Hiszpania          |                                                |
| Sinuhé Fernández (1 sie–31 gru, stażysta)         | 15 czerwca 2000    | Hiszpania          | Lizarte (2022)                                 |
|                                                   |                    |                    |                                                |
| Źródło: ProCyclingStats                           |                    |                    |                                                |

#### Zwycięstwa
| Zwycięstwa | Zwycięstwa                                            | Zwycięstwa | Zwycięstwa | Zwycięstwa             | Zwycięstwa |
| Data       | Wyścig                                                | Państwo    | Kategoria  | Zwycięzca              |            |
| ---------- | ----------------------------------------------------- | ---------- | ---------- | ---------------------- | ---------- |
| 27 sty     | La Tropicale Amissa Bongo, 5. etap                    | Gabon      | 2.1        | Miguel Ángel Fernández |            |
| 11 lut     | Uruguay National Road Cycling Championships - Men ITT | Urugwaj    | CN         | Eric Fagundez          |            |
| 24 mar     | Volta ao Alentejo, 3. etap                            | Portugalia | 2.2        | Cyril Barthe           |            |
| 30 kwi     | Vuelta a Asturias, 3. etap                            | Hiszpania  | 2.1        | Pelayo Sánchez         |            |
| 26 maj     | GP Beiras e Serra da Estrela, 1. etap                 | Portugalia | 2.2        | Burgos-BH              |            |
| 15 lip     | Troféu Joaquim Agostinho, 2. etap                     | Portugalia | 2.2        | José Manuel Díaz       |            |
| 13 paź     | Presidential Cycling Tour of Turkey, 6. etap          | Turcja     | 2.1        | Victor Langellotti     |            |

### 2022

#### Skład
| Skład drużyny 2022       | Skład drużyny 2022 | Skład drużyny 2022 | Skład drużyny 2022                   |
| Imię i nazwisko          | Data urodzenia     | Państwo            | Poprzednia grupa                     |
| ------------------------ | ------------------ | ------------------ | ------------------------------------ |
| Mario Aparicio           | 23 kwietnia 2000   | Hiszpania          | Gomur-Cantabria Infinita (2020)      |
| Jetse Bol                | 8 września 1989    | Holandia           | Manzana Postobón (2018)              |
| Óscar Cabedo             | 12 listopada 1994  | Hiszpania          | Seguros Bilbao (2016)                |
| André Domingues          | 14 grudnia 2001    | Portugalia         | Efapel (2021)                        |
| Jesús Ezquerra           | 30 listopada 1990  | Hiszpania          | Sporting-Tavira (2017)               |
| Ángel Fuentes            | 5 listopada 1996   | Hiszpania          |                                      |
| Victor Langellotti       | 7 czerwca 1995     | Monako             | UC Monaco (2017)                     |
| Juan Antonio López-Cózar | 20 sierpnia 1994   | Hiszpania          | Euskadi Basque Country-Murias (2019) |
| Ángel Madrazo            | 30 lipca 1988      | Hiszpania          | Delko-Marseille Provence-KTM (2018)  |
| Alex Molenaar            | 13 lipca 1999      | Holandia           | Monkey Town-À Bloc CT (2019)         |
| Adrià Moreno             | 19 sierpnia 1991   | Hiszpania          | Team Vorarlberg (2021)               |
| Mehmet Şampiyonbisiklet  | 4 grudnia 1985     | Francja            | Cambodia Cycling Academy (2020)      |
| Daniel Navarro           | 18 lipca 1983      | Hiszpania          | Israel Start-Up Nation (2020)        |
| Ander Okamika            | 2 kwietnia 1993    | Hiszpania          |                                      |
| Felipe Orts              | 1 kwietnia 1995    | Hiszpania          |                                      |
| Óscar Pelegrí            | 30 maja 1994       | Hiszpania          | Electro Hiper Europa (2021)          |
| Manuel Peñalver          | 10 grudnia 1998    | Hiszpania          | Trevigiani-Phonix-Hemus 1896 (2018)  |
| Mihkel Räim              | 3 lipca 1993       | Estonia            | HRE Mazowsze Serce Polski (2021)     |
| Diego Rubio              | 13 czerwca 1991    | Hiszpania          | Caja Rural-Seguros RGA (2017)        |
| Pelayo Sánchez           | 27 marca 2000      | Hiszpania          | Gomur-Cantabria Infinita (2020)      |
|                          |                    |                    |                                      |
| Źródło: ProCyclingStats  |                    |                    |                                      |

#### Zwycięstwa
| Zwycięstwa | Zwycięstwa | Zwycięstwa | Zwycięstwa | Zwycięstwa | Zwycięstwa |
| Data       | Wyścig     | Państwo    | Kategoria  | Zwycięzca  |            |
| ---------- | ---------- | ---------- | ---------- | ---------- | ---------- |

### 2021

#### Skład
| Skład drużyny 2021                       | Skład drużyny 2021 | Skład drużyny 2021 | Skład drużyny 2021                   |
| Imię i nazwisko                          | Data urodzenia     | Państwo            | Poprzednia grupa                     |
| ---------------------------------------- | ------------------ | ------------------ | ------------------------------------ |
| Mario Aparicio                           | 23 kwietnia 2000   | Hiszpania          | Gomur-Cantabria Infinita (2020)      |
| Edwin Ávila                              | 21 listopada 1989  | Kolumbia           | Israel Cycling Academy (2020)        |
| Jetse Bol                                | 8 września 1989    | Holandia           | Manzana Postobón (2018)              |
| Óscar Cabedo                             | 12 listopada 1994  | Hiszpania          | Seguros Bilbao (2016)                |
| Carlos Canal                             | 28 czerwca 2001    | Hiszpania          |                                      |
| Isaac Cantón                             | 13 czerwca 1996    | Hiszpania          | Kometa (2019)                        |
| Jesús Ezquerra                           | 30 listopada 1990  | Hiszpania          | Sporting-Tavira (2017)               |
| Ángel Fuentes                            | 5 listopada 1996   | Hiszpania          |                                      |
| Victor Langellotti                       | 7 czerwca 1995     | Monako             | UC Monaco (2017)                     |
| Juan Antonio López-Cózar                 | 20 sierpnia 1994   | Hiszpania          | Euskadi Basque Country-Murias (2019) |
| Ángel Madrazo                            | 30 lipca 1988      | Hiszpania          | Delko-Marseille Provence-KTM (2018)  |
| Alex Molenaar                            | 13 lipca 1999      | Holandia           | Monkey Town-À Bloc CT (2019)         |
| Mehmet Şampiyonbisiklet                  | 4 grudnia 1985     | Francja            | Cambodia Cycling Academy (2020)      |
| Ander Okamika                            | 2 kwietnia 1993    | Hiszpania          |                                      |
| Felipe Orts                              | 1 kwietnia 1995    | Hiszpania          |                                      |
| Juan Felipe Osorio                       | 30 stycznia 1995   | Kolumbia           | UD Oliveirense-InOutBuild (2019)     |
| Manuel Peñalver                          | 10 grudnia 1998    | Hiszpania          | Trevigiani-Phonix-Hemus 1896 (2018)  |
| Diego Rubio                              | 13 czerwca 1991    | Hiszpania          | Caja Rural-Seguros RGA (2017)        |
| Pelayo Sánchez                           | 27 marca 2000      | Hiszpania          | Gomur-Cantabria Infinita (2020)      |
| Willie Smit                              | 29 grudnia 1992    | Południowa Afryka  | Katusha-Alpecin (2019)               |
| Jaume Sureda (1 sty–29 sty)              | 25 lipca 1996      | Hiszpania          |                                      |
| Rodrigo Álvarez (1 sie–31 gru, stażysta) | 24 sierpnia 1999   | Hiszpania          |                                      |
| Daniel Navarro (12 mar–31 gru, stażysta) | 18 lipca 1983      | Hiszpania          | Israel Start-Up Nation (2020)        |
| Santiago Mesa (1 sie–31 gru, stażysta)   | 11 listopada 1997  | Kolumbia           |                                      |
| Adrià Moreno (1 sie–31 gru, stażysta)    | 19 sierpnia 1991   | Hiszpania          | VC Villefranche Beaujolais (2020)    |
|                                          |                    |                    |                                      |
| Źródło: ProCyclingStats                  |                    |                    |                                      |

#### Zwycięstwa
| Zwycięstwa | Zwycięstwa | Zwycięstwa | Zwycięstwa | Zwycięstwa | Zwycięstwa |
| Data       | Wyścig     | Państwo    | Kategoria  | Zwycięzca  |            |
| ---------- | ---------- | ---------- | ---------- | ---------- | ---------- |

### 2020

#### Skład
| Skład drużyny 2020      | Skład drużyny 2020   | Skład drużyny 2020 | Skład drużyny 2020                  |
| Imię i nazwisko         | Data urodzenia       | Państwo            | Poprzednia grupa                    |
| ----------------------- | -------------------- | ------------------ | ----------------------------------- |
| Jetse Bol               | 8 września 1989      | Holandia           | Manzana Postobón (2018)             |
| Óscar Cabedo            | 12 listopada 1994    | Hiszpania          | Seguros Bilbao (2016)               |
| Carlos Canal            | 28 czerwca 2001      | Hiszpania          |                                     |
| Isaac Cantón            | 13 czerwca 1996      | Hiszpania          | Kometa (2019)                       |
| Jorge Cubero            | 6 listopada 1992     | Hiszpania          |                                     |
| Jesús Ezquerra          | 30 listopada 1990    | Hiszpania          | Sporting-Tavira (2017)              |
| Ángel Fuentes           | 5 listopada 1996     | Hiszpania          |                                     |
| Matthew Gibson          | 2 września 1996      | Wielka Brytania    | JLT Condor (2018)                   |
| Pablo Guerrero          | 20 marca 1992        | Hiszpania          | Rádio Popular-Boavista (2019)       |
| Victor Langellotti      | 7 czerwca 1995       | Monako             | UC Monaco (2017)                    |
| Ángel Madrazo           | 30 lipca 1988        | Hiszpania          | Delko-Marseille Provence-KTM (2018) |
| Alex Molenaar           | 13 lipca 1999        | Holandia           | Monkey Town-À Bloc CT (2019)        |
| José Fernandes          | 30 października 1995 | Portugalia         | W52-FC Porto (2018)                 |
| Juan Felipe Osorio      | 30 stycznia 1995     | Kolumbia           | UD Oliveirense-InOutBuild (2019)    |
| Manuel Peñalver         | 10 grudnia 1998      | Hiszpania          | Trevigiani-Phonix-Hemus 1896 (2018) |
| Diego Rubio             | 13 czerwca 1991      | Hiszpania          | Caja Rural-Seguros RGA (2017)       |
| Nícolas Sessler         | 29 kwietnia 1994     | Brazylia           | Lizarte (2017)                      |
| Willie Smit             | 29 grudnia 1992      | Południowa Afryka  | Katusha-Alpecin (2019)              |
| Jaume Sureda            | 25 lipca 1996        | Hiszpania          |                                     |
| Ricardo Vilela          | 18 grudnia 1987      | Portugalia         | Manzana Postobón (2018)             |
|                         |                      |                    |                                     |
| Źródło: ProCyclingStats |                      |                    |                                     |

#### Zwycięstwa
| Zwycięstwa | Zwycięstwa | Zwycięstwa | Zwycięstwa | Zwycięstwa | Zwycięstwa |
| Data       | Wyścig     | Państwo    | Kategoria  | Zwycięzca  |            |
| ---------- | ---------- | ---------- | ---------- | ---------- | ---------- |

### 2019

#### Skład
| Skład drużyny 2019      | Skład drużyny 2019   | Skład drużyny 2019 | Skład drużyny 2019                  |
| Imię i nazwisko         | Data urodzenia       | Państwo            | Poprzednia grupa                    |
| ----------------------- | -------------------- | ------------------ | ----------------------------------- |
| Nuno Bico               | 3 lipca 1994         | Portugalia         | Movistar Team (2018)                |
| Jetse Bol               | 8 września 1989      | Holandia           | Manzana Postobón (2018)             |
| Óscar Cabedo            | 12 listopada 1994    | Hiszpania          | Seguros Bilbao (2016)               |
| Jorge Cubero            | 6 listopada 1992     | Hiszpania          |                                     |
| Jesús Ezquerra          | 30 listopada 1990    | Hiszpania          | Sporting-Tavira (2017)              |
| José Fernandes          | 30 października 1995 | Portugalia         | W52-FC Porto (2018)                 |
| Matthew Gibson          | 2 września 1996      | Wielka Brytania    | JLT Condor (2018)                   |
| Victor Langellotti      | 7 czerwca 1995       | Monako             | UC Monaco (2017)                    |
| Daniel López            | 21 stycznia 1994     | Hiszpania          |                                     |
| Ángel Madrazo           | 30 lipca 1988        | Hiszpania          | Delko-Marseille Provence-KTM (2018) |
| James Mitri             | 28 lutego 1999       | Nowa Zelandia      |                                     |
| Manuel Peñalver         | 10 grudnia 1998      | Hiszpania          | Trevigiani-Phonix-Hemus 1896 (2018) |
| Álvaro Robredo          | 3 kwietnia 1993      | Hiszpania          |                                     |
| Diego Rubio             | 13 czerwca 1991      | Hiszpania          | Caja Rural-Seguros RGA (2017)       |
| Nícolas Sessler         | 29 kwietnia 1994     | Brazylia           | Lizarte (2017)                      |
| Jaume Sureda            | 25 lipca 1996        | Hiszpania          |                                     |
| Ricardo Vilela          | 18 grudnia 1987      | Portugalia         | Manzana Postobón (2018)             |
|                         |                      |                    |                                     |
| Źródło: ProCyclingStats |                      |                    |                                     |

#### Zwycięstwa
| Zwycięstwa | Zwycięstwa                     | Zwycięstwa | Zwycięstwa | Zwycięstwa     | Zwycięstwa |
| Data       | Wyścig                         | Państwo    | Kategoria  | Zwycięzca      |            |
| ---------- | ------------------------------ | ---------- | ---------- | -------------- | ---------- |
| 27 lip     | Tour of Qinghai Lake, 13. etap | Chiny      | 2.HC       | Matthew Gibson |            |
| 28 sie     | Vuelta a España, 5. etap       | Hiszpania  | 2.UWT      | Ángel Madrazo  |            |

### 2018

#### Skład
| Skład drużyny 2018             | Skład drużyny 2018   | Skład drużyny 2018 | Skład drużyny 2018                   |
| Imię i nazwisko                | Data urodzenia       | Państwo            | Poprzednia grupa                     |
| ------------------------------ | -------------------- | ------------------ | ------------------------------------ |
| Óscar Cabedo                   | 12 listopada 1994    | Hiszpania          | Seguros Bilbao (2016)                |
| Jorge Cubero                   | 6 listopada 1992     | Hiszpania          |                                      |
| Jesús Ezquerra                 | 30 listopada 1990    | Hiszpania          | Sporting-Tavira (2017)               |
| Adrian González Velasco        | 13 września 1992     | Hiszpania          | Euskadi Basque Country-Murias (2017) |
| Silvio Herklotz                | 6 maja 1994          | Niemcy             | Bora-Hansgrohe (2017)                |
| Victor Langellotti             | 7 czerwca 1995       | Monako             | UC Monaco (2017)                     |
| Daniel López                   | 21 stycznia 1994     | Hiszpania          |                                      |
| Matwiej Mamykin (1 sty–31 lip) | 31 października 1994 | Rosja              | Katusha-Alpecin (2017)               |
| José Mendes                    | 24 kwietnia 1985     | Portugalia         | Bora-Hansgrohe (2017)                |
| Igor Merino                    | 16 października 1990 | Hiszpania          |                                      |
| Álvaro Robredo                 | 3 kwietnia 1993      | Hiszpania          |                                      |
| Diego Rubio                    | 13 czerwca 1991      | Hiszpania          | Caja Rural-Seguros RGA (2017)        |
| Ibai Salas                     | 4 lipca 1991         | Hiszpania          |                                      |
| Nícolas Sessler                | 29 kwietnia 1994     | Brazylia           | Lizarte (2017)                       |
| Jordi Simón                    | 6 września 1990      | Hiszpania          | Soul Brasil (2017)                   |
| Pablo Torres                   | 27 listopada 1987    | Hiszpania          |                                      |
| Jetse Bol (1 sie–31 gru)       | 8 września 1989      | Holandia           | Manzana Postobón (2018)              |
|                                |                      |                    |                                      |
| Źródło: ProCyclingStats        |                      |                    |                                      |

#### Zwycięstwa
| Zwycięstwa | Zwycięstwa                     | Zwycięstwa | Zwycięstwa | Zwycięstwa   | Zwycięstwa |
| Data       | Wyścig                         | Państwo    | Kategoria  | Zwycięzca    |            |
| ---------- | ------------------------------ | ---------- | ---------- | ------------ | ---------- |
| 3 sie      | Tour of Qinghai Lake, 12. etap | Chiny      | 2.HC       | Daniel López |            |